# Приднепровск
Приднепро́вск (укр. Придніпровськ) — в 1956—1977 годах — город-спутник, с 1977 года — жилищный массив Самарского района города Днепр. Построен как город энергетиков при Приднепровской ГРЭС.
Место положения — остров Игрень — бывший остров возле левого прибережья Днепра. Сейчас является полуостровом. Место историческое — недалеко найдены остатки славянского городища, которое идентифицируют со столицей уличей — Пересечень. В казацкую эпоху здесь были городки Игрень и Чапли (из которых запорожский казацкий атаман Иван Сулима атаковал Кодацкую крепость).
В начале 1950-х вместе с началом строительства ТЭС начато строительство посёлка энергетиков. В 1954 году на Приднепровской ГРЭС запущен первый энергоблок. В 1956 году получил статус города районного подчинения (подчинялся сначала Амур-Нижнеднепровскому, а затем Индустриальному райсовету Днепропетровска). В 1957 году посёлок газифицирован. С 1977 года вошёл в состав Днепропетровска как жилмассив образованного Самарского района.
В 2001 завершено строительство Южного моста, посёлок получил прямое соединение с правым берегом и жилищным массивом Победа.

## Транспорт
Автобусы из центра и от вокзала через Усть-Самарский, Центральный и Южный мосты. Существует маршрутное транспортное сообщение с другими жилмассивами Днепра.

## Спорт
- В переулке Михаила Дидевича, 60 в Приднепровске находится спортивно-тренировочная база ФК «Днепр»

## Галерея

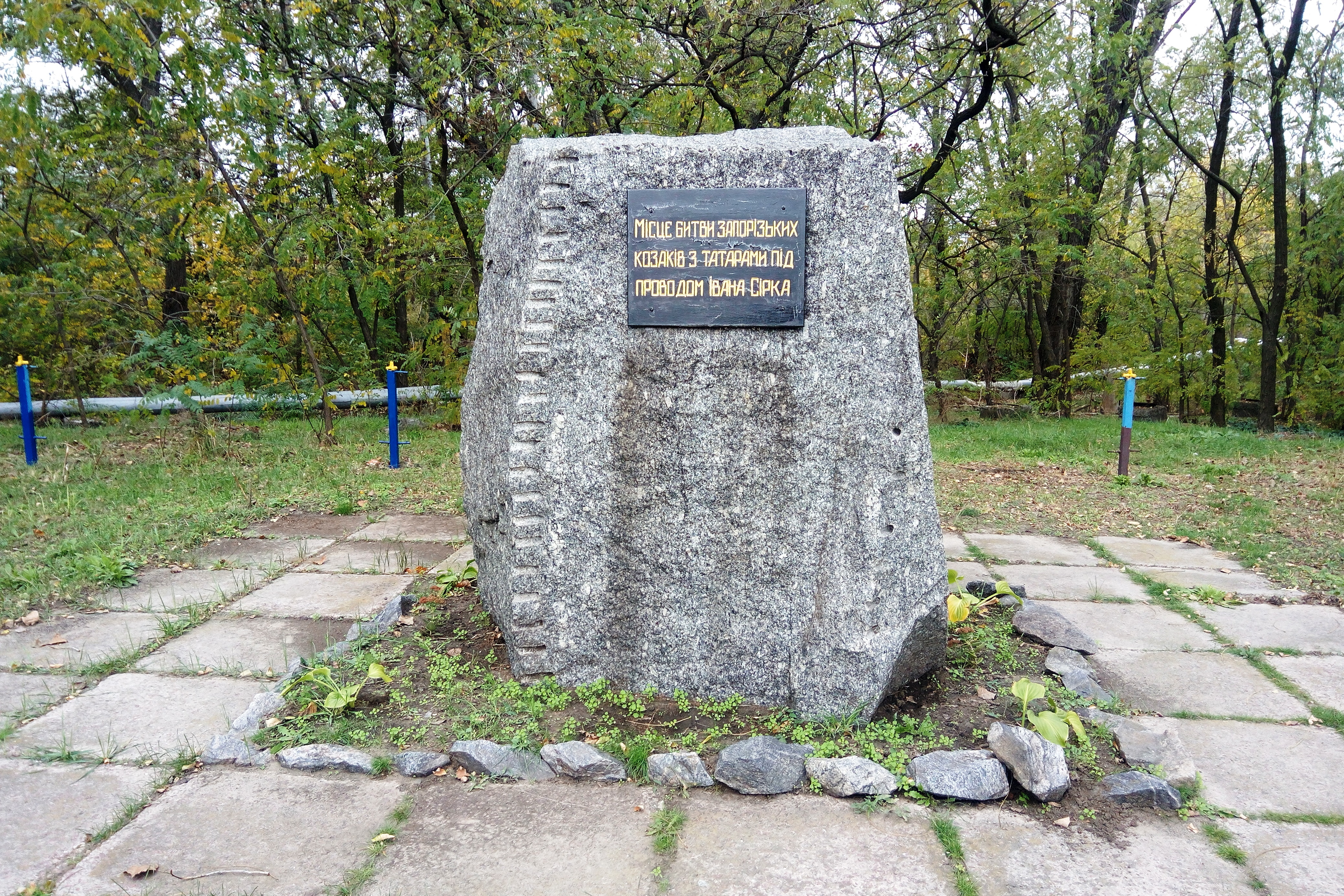
Памятный камень
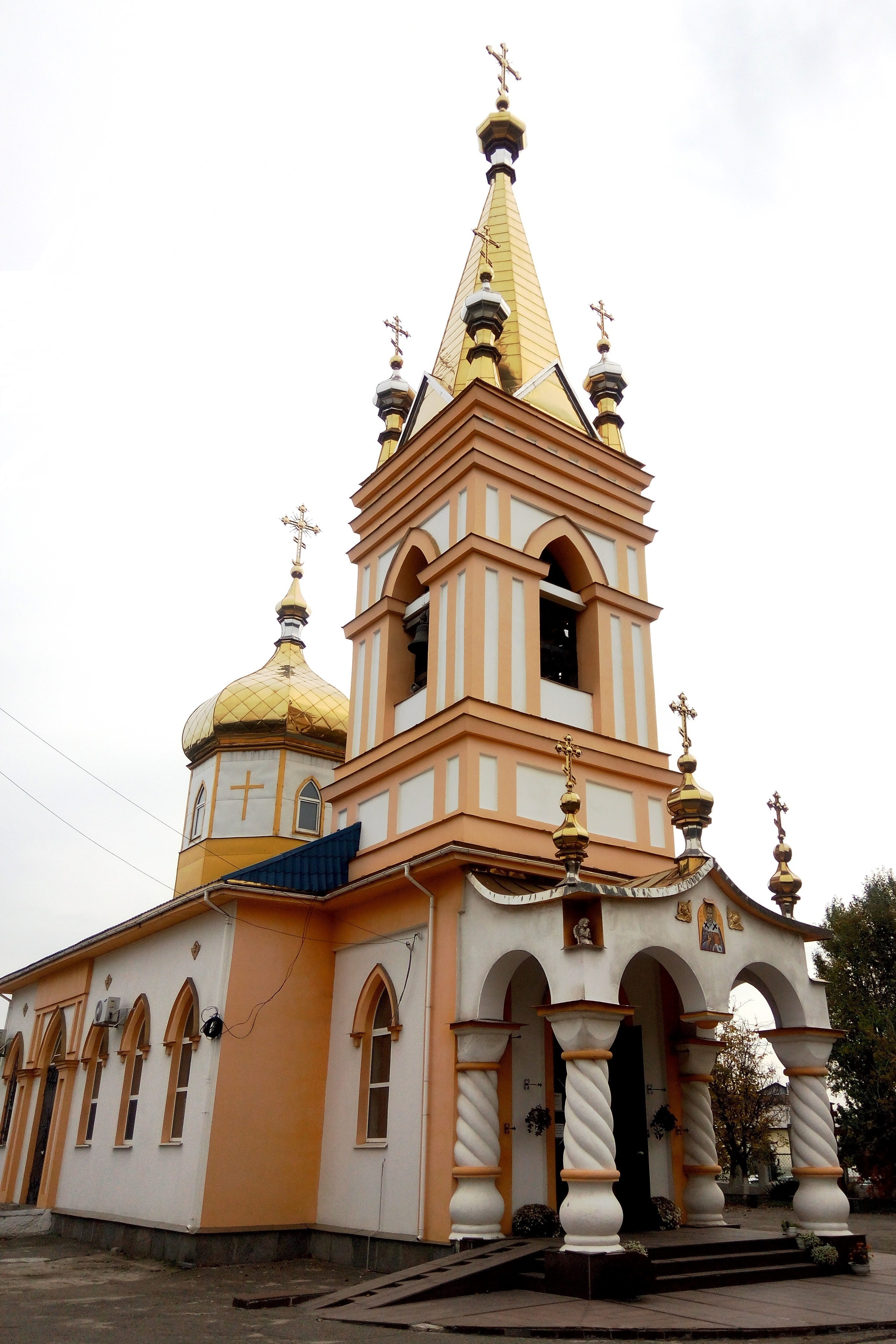
Свято-Николаевская церковь